# Amahuaca

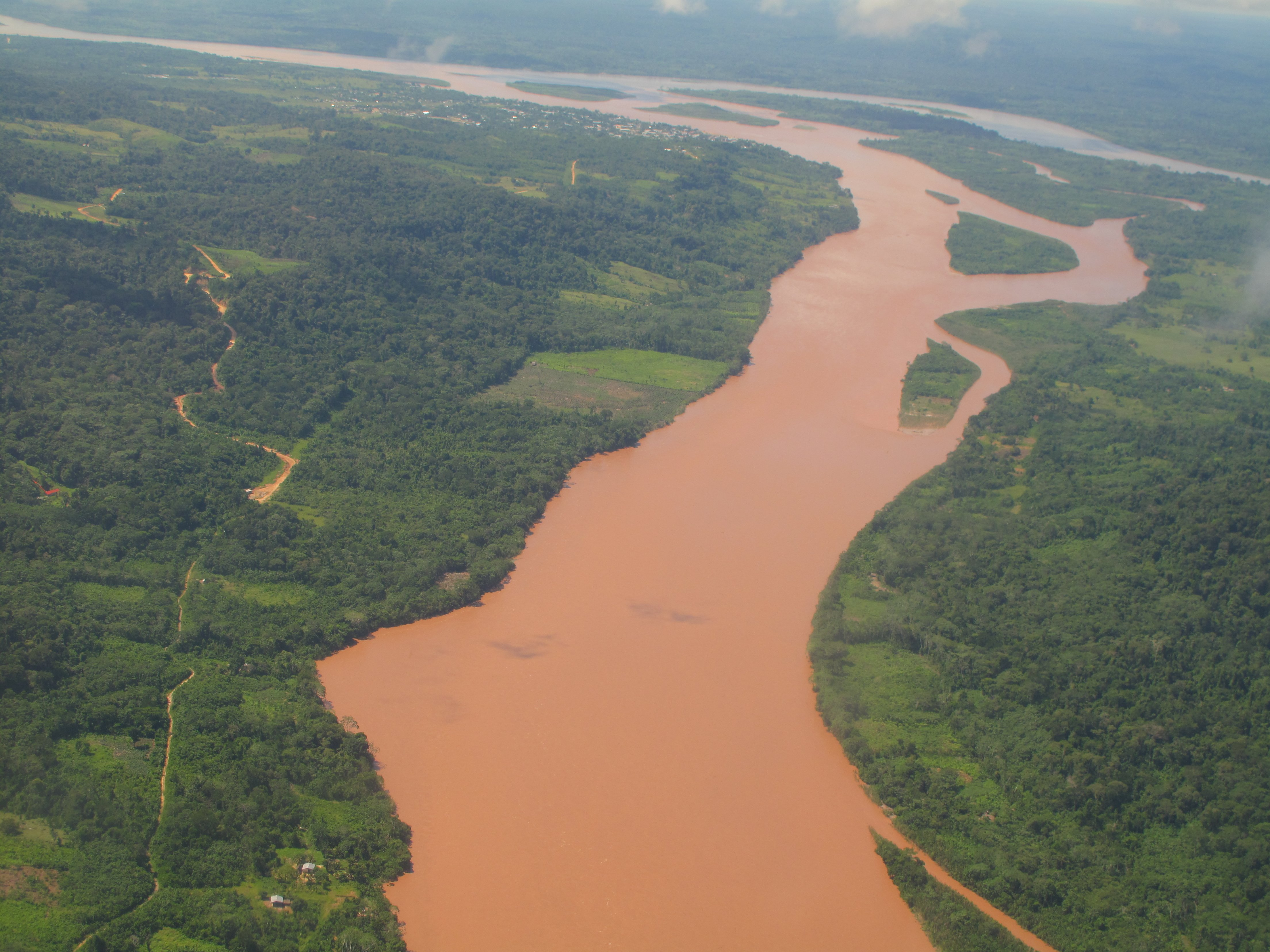
Confluència del riu Tambo i l'Urubamba, prop de la ciutat d'Atalaya.

Els yora, amahuaca, arara o shawãdawa, són un grup ètnic de l'Amazònia peruana i brasilera, que es distribueixen a les regions d'Ucayali i Madre de Dios i Acre. Parlen la llengua amahuaca que forma part de la família lingüística pano.
Principalment s'agrupen en les conques dels rius Mapuya, Curanja, Sepahua, Inuya i Yurúa.

## Història
Van ser els missioners franciscans, els que en 1686 van contactar per primera vegada als yora, als qui van anomenar amahuaca. Els missioners van trobar 12 barraques en la zona del riu Conguari, en un moment històric en el qual els yora vivien en constant sotsobre per part dels piro, shipibo i conibo, els qui els tenien d'esclaus domèstics.
A la fi del segle xix, els yora o amahuaca van veure empitjorar els atacs contra la seva ètnia per part dels caucheros, els qui els buscaven davant la demanda de mà d'obra nativa per al treball de la recol·lecció d'aquesta resina.
Els yora van rebutjar el contacte amb blancs i els grups indígenes piro, shipibo i conibo fins a 1925. Únicament tenien relacions pacífiques amb ètnies aashinahua i ashaninca.
En 1962, un grup de famílies yoras va iniciar una migració des del riu Curiuja per a assentar-se en les riveras del riu Urubamba. D'aquesta manera un grup s'uneix a la missió Sepahua, mentre que un altre es van situar en Jatitza, pròxim a Atalaya.
Una part important d'aquest grup, encara es manté aïllat en els seus territoris primigenis fins a l'actualitat.

## Organització
Els yora eren dividits en indowo, rondowo, shaawo, kutinawa, shawanawa i na'iwo, que pertany a un d'aquests grups ho fa de manera exclusiva. Els assentaments estan constituïts per membres de diferents grups, encara que algun pugui predominar en cada assentament.
Tradicionalment, les famílies yora són de caràcter patrilocal estesa. Existeixen normes de residència virilocal després del matrimoni, això vol dir que la nova parella resideix en l'assentament de la família de l'espòs, encara que en ocasions especials s'obliga a viure a l'home amb la família de l'esposa i ajudar el sogre en el treball de la terra.
Per norma, un dels homes ha de casar-se amb la filla del germà de la mare o la filla de la germana del pare (matrimoni amb la cosina creuada bilateral). Però també es promou l'existència d'unitats exogàmiques i línies d'intercanvi matrimonial.